# Călin Cătălin Chiriță
Călin Cătălin Chiriță (ur. 18 grudnia 1954 w Dănceu w okręgu Mehedinți) – rumuński polityk, samorządowiec, były zastępca burmistrza Bukaresztu, w latach 2008–2009 deputowany do Parlamentu Europejskiego.

## Życiorys
W 1979 został absolwentem Instytutu Politechnicznego w Bukareszcie. W drugiej połowie lat 90. kształcił się w zakresie administracji publicznej m.in. w Rzymie.
Zatrudniony do 1987 w przedsiębiorstwie Uzină Turbomecanica București, najpierw jako inżynier, następnie kierownik sekcji. Później związany z różnymi firmami głównie branży konstrukcyjnej, od 1991 zajmował stanowisko dyrektora technicznego. W latach 1996–2000 był merem piątej dzielnicy Bukaresztu, następnie przez cztery lata wiceburmistrzem rumuńskiej stolicy. Przez kilka lat zasiadał w Kongresie Władz Lokalnych i Regionalnych Europy (od 2002 do 2004 jako wiceprzewodniczący). W 2005 powrócił do pracy w biznesie jako menedżer.
Od 1990 do 2001 działał w partii chłopskiej, później w niewielkim ugrupowaniu chrześcijańskim. W 2004 wstąpił do Partii Demokratycznej (przemianowanej następnie na Partię Demokratyczno-Liberalną). W wyborach w 2007 z listy tego ugrupowania bez powodzenia kandydował do Parlamentu Europejskiego. Mandat objął w grudniu 2008. W PE był członkiem grupy chadeckiej oraz Komisji Spraw Zagranicznych. Kadencję zakończył w lipcu 2009.